# スナイパー/狙撃者
『スナイパー/狙撃者』（原題: The Bourne Identity）は、1988年にアメリカ合衆国で製作されたテレビ映画。
日本では、1990年3月4日放送にテレビ朝日『日曜洋画劇場』で『スナイパー/地獄の暗殺者』のタイトルでテレビ放映された。